# Juan Vehil
Juan Vehil (Córdoba, provincia de Córdoba, 1914 - Buenos Aires, Argentina, 1973) fue un actor y director de teatro de vasta y acreditada trayectoria. Era hijo de la actriz española Juana Tressols y del actor uruguayo Juan Vehil, quien falleció por tuberculosis a los 34 años en Córdoba, por lo que ella tuvo que hacerse cargo prematuramente de la educación de sus hijos. Era hijo, nieto y biznieto de actores y hermano de la actriz Luisa Vehil.

## Actividad en el teatro
Su madre dio a luz en el camarín de un teatro y era casi un recién nacido cuando participó en la representación de Electra, de Pérez Galdós. Trabajó profesionalmente bajo la dirección, entre otros directores, de Elías Alippi, Jean Louis Barrault, Cunill Cabanellas y Armando Discépolo así como en elenco encabezado por Luisa Vehil, en la Comedia Nacional de Argentina y el Teatro General San Martín. Participó en actividades de extensión teatral de la Subsecretaría de Cultura de la Nación y organizó y dirigió grupos con los que realizó giras por el interior del país.
Tenía como objetivos por los que bregó infatigablemente, la formación de nuevos actores y hacer llegar el teatro a lugares del país a los que nunca habían llegado espectáculos de esa clase. Se desemeñó como Secretario de Cultura d la Asociación Argentina de Actores y fue director de Radio Belgrano.
Integró en 1946 la lista de "La Agrupación de Actores Democráticos", en pleno gobierno de Juan Domingo Perón, y cuya junta directiva estaba compuesta por Pablo Racciopi, Lydia Lamaison, Pascual Nacaratti, Alberto Barcel y Domingo Mania.
Entre las obras que puso en escena se recuerdan La alondra, Corre las cortinas, Ninotchka; Celos y algo más; El trepador, con el teatro Tres por Cuatro en el certamen sobre teatro argentino realizado en 1959 en el Parque Lezama; No vuelvas a empezar, interpretada por su compañía en Rosario; Crimen equivocado, Esquina peligrosa y La gallina clueca, con la compañía de Amadeo Novoa y Silvia Nolasco y, codirigidas con su hermana Luisa, diversas obras entre las que se destacan las comedias brillantes No es fácil ser mujer y Sombra Querida.
Como intérprete actuó, entre otras obras, en El carnaval del diablo, Una viuda difícil, La Invitación al castillo, Las mujeres sabias y Motivos.

## Filmografía
Trabajó como actor en la película Kuma Ching (1969).
En su homenaje lleva su nombre Sala de Teatro de la Casa Municipal de la Cultura, "María Lucrecia Larrondo" de General Madariaga.